# Râul Lemnia
Râul Lemnia este un curs de apă, afluent al Râului Negru. 